# 亞伯拉罕·林肯總統圖書館和博物館
亞伯拉罕·林肯總統圖書館暨博物館（英語：Abraham Lincoln Presidential Library and Museum）是第16任美國總統亞伯拉罕·林肯的總統圖書館，位於伊利諾伊州斯普林菲爾德。该博物馆融合传统学术和21世纪的表演技术，成为美国最受欢迎的总统图书馆之一。

## 收藏

### 博物馆藏
该博物馆包含了林肯童年时期的家、白宫区域、福特剧院的总统包厢、林肯生活中关键事件的背景，以及图片、文物和其他纪念品的真人大小的立体模型。原始文物会不时更换，但藏品通常包括手工书写的葛底斯堡演说原件、《解放奴隶宣言》、他的眼镜和剃须镜、玛丽·托德·林肯的音乐盒、白宫瓷器、婚纱等。永久展品分为总统生平的两个阶段，分别称为“旅程一：总统之前的岁月”和“旅程二：总统的岁月”，第三个阶段称为“珍宝画廊”。临时展品定期轮换。过去的展品涉及南北战争和史蒂芬·阿诺·道格拉斯。2014年2月，展出了安妮·莱柏维兹的摄影作品集，包括林肯物品的照片。
博物馆的永久展品之一“1860年战役”包括已故《与媒体见面》节目主持提姆·拉瑟特对战役进展的现代电视化更新。另一个永久展品“四分钟内的内战”展示了一幅大型动画地图，在四分钟内显示了内战中不断变化的战线。除了展品外，林肯博物馆还举办了两场特效剧场演出，“林肯的眼睛”和“图书馆的幽灵”。

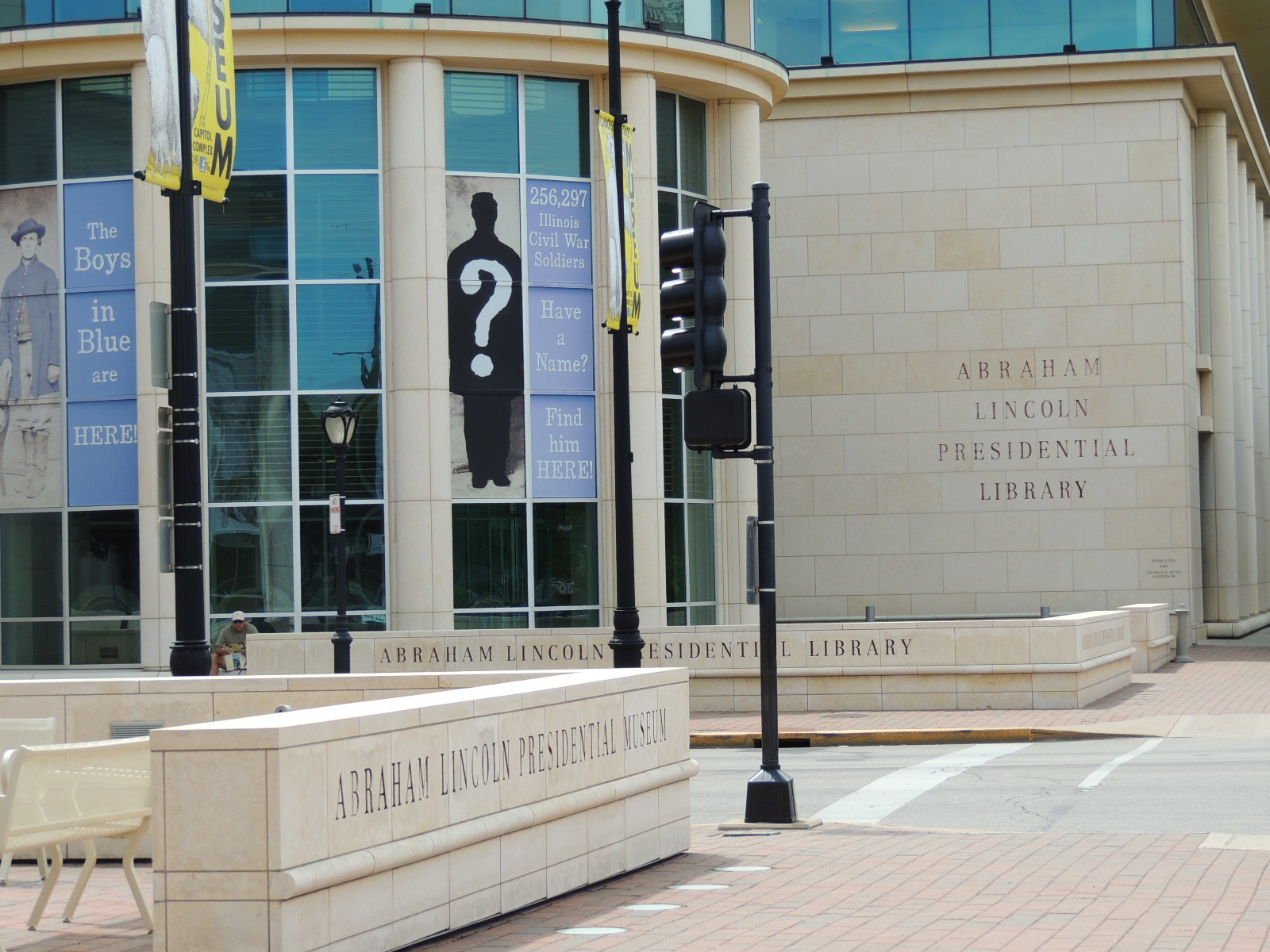
博物馆外景

“帽子之下：从一手来源发现林肯的故事”是林肯收藏数字化项目的所在地，这是一个主题在线资源，以他的帽子的360度在线视图为特色（截至2013年5月，实际的帽子也在博物馆展出）。
总部位于加利福尼亚州伯班克的BRC想象艺术由鲍勃·罗杰斯领导，负责所有的永久展览和演示、音乐、剧院、栩栩如生的人物和完全沉浸式的历史背景。

### 图书馆藏
林肯总统图书馆是一个研究图书馆，收藏与林肯生平和美国内战有关的书籍、论文和文物。除了与林肯及其时代有关的作品外，该图书馆还收藏了伊利诺伊州历史图书馆（由该州于1889年创建）的藏品，并作为与伊利诺伊州历史有关的书籍、小册子、手稿和其他具有历史意义的材料的首要储存库。虽然该图书馆对公众开放，但其稀有藏品不做展出。为了纪念伊利诺伊州历史记者史蒂夫·尼尔（Steve Neal），一间名为“史蒂夫·尼尔阅览室”的阅览室向公众开放。

## 管理
亚伯拉罕·林肯总统图书馆和博物馆由伊利诺伊州历史保护局管理，直到2017年图书馆和博物馆成为一个独立的国家机构。历史学家、几家总统图书馆的前馆长理查德·诺顿·史密斯担任博物馆和图书馆的创始执行主任。史密斯的继任者是里克·比尔德，他在2008年因商店行窃被捕后被解雇。比尔德被解职后，简·格里姆斯担任临时董事。
2010年，艾琳·马克维奇，MBE，被伊利诺伊州州长帕特·奎因任命为董事。马克维奇曾担任亚伯拉罕·林肯诞辰二百周年国家纪念委员会的执行主任。她还是芝加哥公共广播电台的广播记者和脱口秀主持人，也是芝加哥人文节的联合创始人。马克维奇的目标是筹集资金，吸引更多的国际兴趣。她任职至2015年10月辞职。
2016年，州长布鲁斯·朗纳任命艾伦·洛为博物馆和图书馆馆长。在接受ALPLM的职位之前，他曾担任位于德克萨斯州达拉斯的小布什总统中心主任。2019年9月，洛因不正当地将ALPLM的《葛底斯堡演说》原件借给格林·贝克的非营利组织水星一号（Mercury One）而被解雇。
2021年3月，克里斯蒂娜·舒特被任命为ALPLM的第五任执行董事。她是第一个担任该职位的美国有色人种。在来到ALPLM之前，她领导马赛克圣堂武士文化中心，这是阿肯色州的非裔美国人文化和历史博物馆。
作为伊利诺伊州第一夫人，卢拉·林恩·瑞恩成为了一位重要的筹款人和图书馆的首任主席。她为图书馆筹集了25万美元。瑞恩还组织了一个项目，伊利诺伊州的学生为总统图书馆的建设筹集了47000美元。2009年，瑞恩被美国众议院议长任命为由14名成员组成的亚伯拉罕·林肯二百周年委员会成员，以纪念美国前总统亚伯拉罕·林肯诞辰200周年。她于2001年至2010年在委员会任职。

## 建筑
亚伯拉罕·林肯总统图书馆和博物馆位于伊利诺伊州斯普林菲尔德市历史悠久的市中心，靠近许多其他林肯文化遗址。总统图书馆于2004年10月14日开放，博物馆于2005年4月19日开放。直到1970年，华盛顿特区的福特剧院被指定为“林肯博物馆”。
现在亚伯拉罕·林肯总统图书馆和博物馆所在的建筑分为三个独立的结构。每个建筑包含一个城市街区。

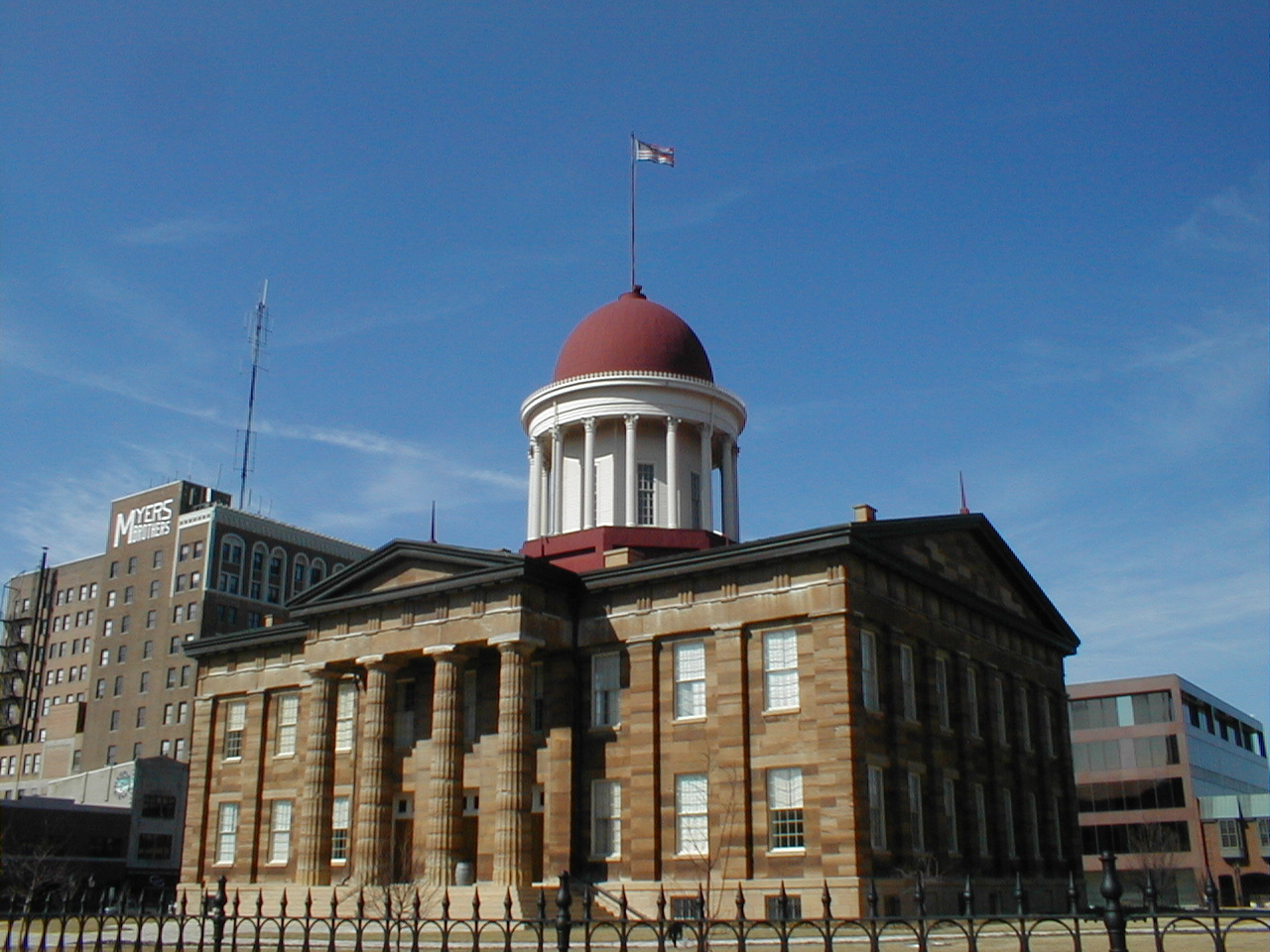
伊利诺伊州旧议会大厦遗址

其中两座建筑，博物馆和图书馆，被一条街道隔开，并在街道上方通过一条封闭的人行道连接。每栋建筑的入口都有一个圆形大厅，反映了斯普林菲尔德旧州议会大厦的圆顶，林肯曾在那里担任过四届民意代表。这两座建筑都是由建筑公司HOK设计的。
第三座建筑，前斯普林菲尔德联合车站，最初被改造为博物馆的游客中心。然而，自2014年初以来，该电视台反而举办了一场名为“林肯：好莱坞历史”的展览，展出了斯蒂芬·斯皮尔伯格执导的2012年电影《林肯》中的两套布景以及几件道具和服装。这些布景、道具和服装直接从斯皮尔伯格本人那里借给博物馆，并将一直展出（服装轮流展出）到2019年12月。

## 争论
该博物馆因其使用戏剧和复制品讲述林肯的故事而在博物馆设计领域和历史学家中引发了争论。公众的反应是积极的，游客人数超过预期，热情高涨，促进了地区经济，包括周边历史景点的游客人数增加。
然而，博物馆传统主义者不赞成这种偏离真实文物的展示和解释的做法。南伊利诺伊大学卡本代尔分校历史学家约翰·西蒙认为，博物馆的方法借用了娱乐中的展示技术，淡化了主题。西蒙将亚伯拉罕·林肯总统博物馆称为“林肯之上的六面旗帜”，建筑评论家布莱尔·卡明将其称为“林肯乐园（Lincoln Land）”。
其他学者对林肯博物馆的做法表示赞赏。约翰·戴克在《美国历史杂志》上写道：
与任何其他现代馆藏一样，（林肯总统博物馆）观众群远远超出了专家和学者的范围。ALPLM不仅仅是迎合公众或淡化历史，而是聪明而令人信服地利用视觉文化来履行其作为公共教育机构的使命。博物馆处理复杂的历史材料，并向比传统方式更广泛的观众开放历史话语。
亚伯拉罕·林肯总统博物馆的内容和设计背后的学术研究是国际展览设计师、BRC Imagination Arts、伊利诺伊州历史保护局（IHPA）和州历史学家托马斯·H·施瓦茨组建的内容团队之间的合作。该内容团队包括世界领先的林肯学者、普利策奖获得者历史学家以及代表四年级、七年级和十一年级的伊利诺伊州学校教师。这个集体的一个关键目标是，展览促进了个人对亚伯拉罕·林肯更大程度的兴趣。博物馆礼品店的历史书籍销售量创历史新高。在博物馆向公众开放的三个月内，礼品店的总销售额达到了100万美元。

## 参观记录
自2005年4月开馆以来，亚伯拉罕·林肯总统博物馆一直是美国参观人数最多的国家控制的总统博物馆。在大约六个月的时间里，博物馆产生了大约100万美元的收入。在不到21个月的时间里，博物馆接待了第一百万名游客。2012年8月，博物馆接待了第三百万名游客，参观人数持续稳定。博物馆官员认为斯蒂芬·斯皮尔伯格的电影《林肯》在2013年增加了游客，因为博物馆展示了电影中的文物。

## 获奖
亚伯拉罕·林肯总统博物馆获得了两个奖项：主题娱乐协会颁发的Thea杰出成就奖和纽约林肯集团颁发的奖项，该奖项每年表彰“在鼓励学习和欣赏亚伯拉罕·林肯方面做得最多的个人或组织”。2022年，图书馆和博物馆正在获得美国博物馆联盟的认证。

## 外部連結
- 亞伯拉罕·林肯總統圖書館基金會 （页面存档备份，存于）
- 伊利諾伊州亞伯拉罕·林肯二百週年委員會
- ALPLM 網絡攝像頭
- 伊利諾伊州歷史資源保護局
- 紐約林肯集團 （页面存档备份，存于）
- THEA - 主題娛樂協會傑出功績獎
- 談到歷史播客採訪艾琳·畢曉普 - 亞伯拉罕·林肯總統圖書館和博物館教育主任 （页面存档备份，存于）
- 亞伯拉罕·林肯總統圖書館和博物館